# Juan Carlos Rey Salgado
Juan Carlos Rey Salgado (* 1952 in Palma de Mallorca, Spanien) ist ein spanischer Diplomat im Dienst der Europäischen Union. 

## Werdegang
1974 erhielt Rey einen Bachelor in Biologie. Bis 1988 forschte er als Ozeanograph am Instituto Español de Oceanografía. Danach arbeitete Rey bei der Europäischen Kommission für internationale Verhandlungen über Angelegenheiten zu Meer, Fischerei und Entwicklung. 1996 wurde Rey zum Botschafter der Europäischen Kommission in Papua-Neuguinea und den Salomonen ernannt. 2001 erhielt er denselben Posten in Mauritius, den Seychellen und den Komoren. Von 2008 bis 2012 war Rey Delegationsleiter der Europäischen Union in Osttimor. 2012 erhielt Rey die Insígnia des Ordem de Timor-Leste.
Neben publizierten wissenschaftlichen Arbeiten schreibt er unter anderem auch für das Magazin der Asociación Española de Estudios del Pacífico.

## Veröffentlichungen
- Timor-Leste hateke husi leten – Timor-Leste seen from the sky, 2017.